# Crithagra burtoni
Il canarino beccogrosso (Crithagra burtoni (Gray, 1862)) è un uccello passeriforme della famiglia dei Fringillidi.

## Etimologia
Il nome scientifico della specie, burtoni, venne scelto in omaggio a Lady Isabel Arundell in Burton, moglie dell'esploratore inglese Richard Francis Burton.

## Descrizione

### Dimensioni
Misura 15–16 cm di lunghezza, per un peso di 24-35 g: fino alla "riscoperta" del frosone di São Tomé, questi uccelli hanno rappresentato i più grandi esponenti del genere Crithagra.

### Aspetto
Si tratta di uccelli dall'aspetto robusto e massiccio, muniti di grossa testa arrotondata con becco conico e molto robusto (che frutta loro il nome comune), ali appuntite e coda dalla punta squadrata.
Il piumaggio è nero-verdastro sulla testa, l'area dorsale ed il petto, con faccia e coda nere e remiganti anch'esse nere ma con decise sfumature giallo-verdastre: la parte centrale del ventre e il sottocoda sono biancastri, mentre i fianchi sono anch'essi bianchi, ma con le penne dalla punta bruna a formare delle striature-variegature. Il becco è nerastro superiormente e carnicino inferiormente, gli occhi sono di color bruno scuro con cerchio perioculare glabro e nerastro, le zampe sono di color carnicino.

## Biologia
I canarini beccogrosso sono uccelli diurni, che si muovono al suolo o fra i cespugli alla ricerca di cibo, rimanendo perlopiù da soli, in coppie o in gruppetti familiari.

### Alimentazione
Si tratta di uccelli granivori, che grazie al forte becco sono in grado di spaccare anche gli involucri più duri: la loro dieta si basa sui semi di piante arboree e cespugliose (senecio, Nuxia, Gnidia), tuttavia questi animali si nutrono anche di frutta e, molto sporadicamente, anche di piccoli invertebrati.

### Riproduzione
Questi uccelli possono riprodursi durante tutto l'anno evitando però per farlo i mesi di gennaio e maggio: si tratta di uccelli monogami, con le coppie che, una volta formatesi (il maschio attira le femmine cantando, per poi corteggiarle seguendole con le penne arruffate e becco ed ali semiaperti), collaborano nell'evento riproduttivo. Mentre le femmine si occupano di costruire il nido (una coppa di fibre vegetali intrecciate fra i rami) e di covare le 2-4 uova per circa due settimane, i maschi fanno la guardia alle vicinanze del nido e cercano il cibo per sé e per la compagna, collaborando con essa anche nelle cure ai pulli, ciechi ed implumi alla schiusa ma in grado d'involarsi attorno alle tre settimane di vita e completamente indipendenti attorno al mese e mezzo dalla schiusa.

## Distribuzione e habitat

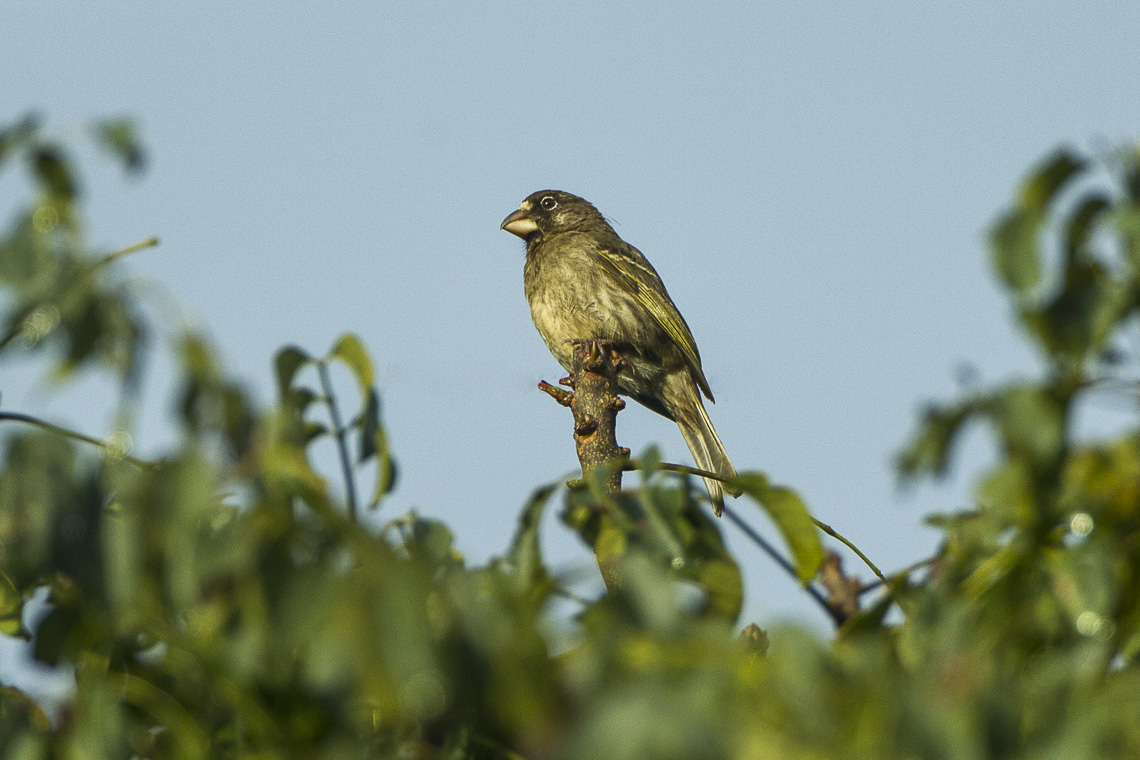
Esemplare in Kenya.

La specie, con areale disgiunto, abita l'area che si affaccia sul golfo del Biafra, in Angola centrale, lungo il Rift Albertino e nell'area fra Kenya e Tanzania;
L'habitat di questi uccelli è rappresentato dalle aree montane e submontane ricoperte da foresta non eccessivamente fitta, con presenza di radure erbose e di denso sottobosco: popola anche i campi di taglio, le piantagioni e la foresta secondaria.

## Sistematica
Se ne riconoscono quattro sottospecie:
- Crithagra burtoni burtoni (Gray, 1862) - la sottospecie nominale, diffusa in Nigeria sud-orientale, Camerun sud-occidentale e sull'isola di Bioko;
- Crithagra burtoni tanganjcae  (Granvik, 1923) - diffusa nell'area costiera dell'Angola centrale, oltre che lungo il confine orientale del Congo, in Ruanda, Burundi ed Uganda occidentale;
- Crithagra burtoni kilimensis Richmond, 1897 - diffusa in Uganda orientale, Kenya sud-occidentale e Tanzania occidentale e settentrionale;
- Crithagra burtoni albifrons Sharpe, 1891 - endemica degli altipiani della Rift Valley del Kenya centrale;

Si ritiene che il canarino beccogrosso sia molto vicino filogeneticamente al canarino di Príncipe e al frosone di São Tomé, dei quali rappresenterebbe l'antenato, oltre che al beccasemi della Tanzania, piuttosto che ai canarini beccogrosso dell'Africa orientale (settentrionale e meridionale): fra le varie sottospecie sussiste probabilmente una certa lontananza genetica (soprattutto per quanto riguarda la sottospecie albifrons e quella nominale rispetto alle altre), tuttavia mancano studi più approfonditi in supporto di questa tesi.